# Ommel (Denemarken)
Ommel is een plaats in de Deense regio Zuid-Denemarken, gemeente Ærø. De plaats telt 284 inwoners (2020).